# Палешник
45°38′ пн. ш. 16°58′ сх. д. / 45.63° пн. ш. 16.97° сх. д.
Палешник (хорв. Palešnik) — населений пункт у Хорватії, у Б'єловарсько-Білогорській жупанії у складі громади Герцеговаць.

## Населення
Населення за даними перепису 2011 року становило 515 осіб.
Динаміка чисельності населення поселення: